# Origen (pel·lícula)
|  | Aquest article tracta sobre la pel·lícula estatunidenca de 2010. Si cerqueu el concepte matemàtic, vegeu «Origen». |

Origen (títol original en anglès: Inception) és una pel·lícula de ciència-ficció escrita, produïda i dirigida per Christopher Nolan, autor també de Memento, Batman Begins i El cavaller fosc. Va ser estrenada el 16 de juliol del 2010 als Estats Units. Va obtenir premis i nominacions en els Oscars i Globus d'Or, destacant en les categories de millor pel·lícula, millor director, millor banda sonora i millor guió. A més, obtingué el tercer lloc en venda d'entrades segons l'ABC. S'ha doblat i subtitulat al català.
La història té lloc en un món on la gent pot entrar als somnis dels altres. Cobb (Leonardo DiCaprio) és un lladre d'idees que se submergeix il·legalment en els somnis per a extraure informació, i ho fa per mitjà d'una injecció en el seu flux sanguini.

## Trama
En Dom Cobb (Leonardo DiCaprio) és el millor en l'art de l'extracció, és a dir, en aconseguir els secrets del subconscient just en el moment en què la ment de la víctima és més vulnerable: mentre dorm, en Cobb, juntament amb l'Arthur (Joseph Gordon-Levitt), l'Eames (Tom Hardy) i l'Ariadna (Elliot Page), hauran d'infiltrar-se en la ment d'en Fischer (Cillian Murphy), el nou director d'una gran empresa, per implantar-hi la idea d'acabar amb ella.

## Argument
Dom Cobb (Leonardo DiCaprio) és un lladre que fuig de la justícia estatunidenca, i s'especialitza en infiltrar-se en els somnis de les seves víctimes mentre dormen per robar idees, claus de bancs, etc. Això ho aconsegueix a través d'un dispositiu conegut com "la màquina dels somnis". Aquesta administra un potent sedant que li permet compartir un món de somnis construït per la imaginació de l'atacant, després és ocupat per projeccions mentals (subconscient) del subjecte al qual se li extreu la informació, per així aconseguir que la persona no sospiti que està somiant .
En una missió Dom Cobb i el seu equip són contractats per Enginyeria Cobol per extreure el pla d'expansió de Proclus Global, liderada pel magnat japonès Saito (Ken Watanabe) però, per un gir inesperat, l'operació resulta ser detectada per la víctima i es perd el control de la situació. Un dels integrants de l'equip de Cobb (Nash) entrega l'equip per salvar la seva pròpia vida, però Saito, en lloc de prendre venjança pel que han fet, els proposa un treball: que en lloc de robar una idea n'implantin una, però l'equip s'oposa per la dificultat que representa. No obstant això, Cobb es veu temptat amb la promesa que si aconsegueixen implantar un origen (inception en anglès), els seus problemes legals es resoldran.
En el món dels somnis, el dolor és experimentat psicològicament com a real, però el resultat de la mort és el despertar. Cada membre de l'equip posseeix un tòtem, un objecte que coneixen a la perfecció i que els permet distingir si es troben en el somni d'una altra persona o en la realitat. El tòtem de Cobb és una espècie de baldufa que al món fictici gira constantment, mentre que en el món real acaba per detenir-se en ser impossible un mòbil perpetu pels principis de la termodinàmica.
L'objectiu és convèncer a Robert Fischer (Cillian Murphy), fill de l'amo de la corporació rival de Saito, d'acabar amb l'imperi del seu pare, evitant així que es converteixi en una superpotència que amenaçaria la companyia de Saito. Cobb recluta Eames (Tom Hardy), un falsificador que pot canviar la seva aparença en els somnis; Yusuf (Dileep Rao), un químic desenvolupador de sedants, ja que per dur a terme l'origen necessiten un potent sedant perquè els somnis no caiguin, i la nova arquitecta del món de somnis, Ariadne (Elliot Page), personatge aquest últim el nom es va basar en el de la mitologia grega Ariadna, filla del rei Minos que va ajudar a Teseu a sortir del laberint del Minotaure, en el disseny es va basar el de la pel·lícula.
Una nit, mentre Cobb està connectat a la màquina (que per a aquells que han realitzat molts viatges, és l'única manera de somiar), Ariadne s'endinsa en el somni de Cobb i descobreix que la imatge de la seva dona morta Mal (Marion Cotillard) el persegueix contínuament, tractant de sabotejar les seves missions. Cobb li revela a Ariadne que ell i Mal van compartir somnis, arribant a quedar atrapats als llimbs durant mig segle. Després de despertar, Mal va creure que estava somiant i que, en suïcidar-se, tornaria de nou a la realitat, la qual cosa va fer en l'aniversari de noces, culpant al seu espòs de la seva mort.
Quan el pare de Robert Fischer mor a Sydney, Saito i l'equip de Cobb comparteixen el vol amb Robert Fischer Jr. cap a Los Angeles i el seden. Allà comença un somni ple d'acció i de suspens per aconseguir fer un origen. No obstant això, les coses no surten com estaven planejades i es veuen embolicats en problemes psicològics personals i plens de sentiments que es van descobrint mentre la història transcorre.
Per despertar, l'equip dels somnis fa servir les "puntades de peu" (accions que fan que algú desperti, com la sensació de caure), perquè el químic subministrat és tan potent que es poden saltar en els somnis fent-los cada vegada més profunds i de major activitat cerebral. Tal és l'efecte del sedant que si una persona mor en el somni no desperta, sinó que entra en un món oníric infinit: els llimbs.
La pel·lícula connecta de nou amb l'escena del principi, on Cobb, previngut per les anteriors paraules de l'ancià i reaccionant davant d'elles, continua el seu diàleg amb ell -mostrant a un envellit Saito que ha passat dècades en els llimbs- per tornar-los a tots dos a la realitat. Entre ells es desenvolupa un diàleg en el qual certes frases els recorden a cada un d'ells on es troben. Cobb li demana a Saito que torni amb ell al món real. Immediatament desperta Cobb i troba a tots a l'avió, inclòs Saito, que compleix el seu acord i Cobb entra als Estats Units, on es reuneix amb els seus fills. En arribar a casa, fa girar la baldufa per posar a prova la realitat, però els seus fills el distreuen i perd l'interès. La baldufa gira sense descans durant una llarga estona, però comença a trontollar i la pel·lícula acaba deixant un final obert per l'espectador.

## Repartiment
| Intèrpret            | Personatge      | Veu en català       |
| -------------------- | --------------- | ------------------- |
| Leonardo DiCaprio    | Dom Cobb        | Roger Pera          |
| Ken Watanabe         | Saito           | Joan Carles Gustems |
| Joseph Gordon-Levitt | Arthur          | Manel Gimeno        |
| Marion Cotillard     | Mal             | Alicia Laorden      |
| Michael Caine        | Miles           | -                   |
| Elliot Page          | Ariadne         | Isabel Valls        |
| Tom Hardy            | Eames           | Eduard Itchart      |
| Lukas Haas           | Nash            | Antoni Forteza      |
| Pete Postlethwaite   | Maurice Fischer | -                   |
| Cillian Murphy       | Robert Fischer  | Xavier Fernández    |
| Tom Berenger         | Peter Browning  | Toni Sevilla        |
| Dileep Rao           | Yusef           | Ramon Canals        |

## Tòtem
Un tòtem és un objecte personal i intransferible que fan servir alguns dels membres del equip per saber si són a la seva pròpia realitat, (ja sigui somiant o desperts) o en el somni d'alguna altra persona. En el món real, el tòtem té algunes modificacions en el seu pes, equilibri o tacte, però en el somni d'una altra persona que no coneixen bé, aquestes alteracions no es perceben. Per protegir la seva integritat, només el propietari del tòtem el pot gestionar. Així poden saber si estan en el somni d'un altre. En el somni d'un mateix, el tòtem es perceb amb normalitat. Qualsevol objecte comú, amb alguna característica especial que només el seu propietari coneix, pot servir com a tòtem.
En la pel·lícula hi ha alguns personatges del equip que posseeixen un tòtem:
- Dom Cobb (Leonardo DiCaprio): durant la pel·lícula fa servir el tòtem de Mal però es creu que el seu tòtem podria ser l'anell de casat o la cara dels seus fills, ja que ell no els recorda a menys que es trobi en la realitat.
- Mal (Marion Cotillard): el seu tòtem és la baldufa. En la realitat, la baldufa gira fins que perd força i cau. En canvi en el somni, la baldufa segueix girant de manera infinita.
- Ariadne (Elliot Page): té com a tòtem un alfil d'escacs daurat el qual ella hi va fer un forat per alterar el seu pes i centre de gravetat. Només ella coneix el pes i l'equilibri exacte del seu tòtem.
- Arthur (Joseph Gordon-Levitt): el seu tòtem és un dau vermell carregat. Això vol dir que d'una banda és més pesat que la resta així que sempre cau de manera que queda la banda oposada cap per amunt. Si cau d'alguna manera diferent, sap que està somiant.
- Eames (Tom Hardy): tot i que no queda molt clar en la pel·lícula, el seu tòtem és una fitxa vermella de casino i que quan frega els dits entre ella mentre està en un somni, aquesta es multiplica.

## Teories sobre el final obert
Com es pot comprovar en el final de la pel·lícula, l'última escena mostra a Dom Cobb (Leonardo DiCaprio) arribant a casa per poder-se reunir amb els seus fills. En aquell moment fa girar la baldufa i veu els seus fills de manera que va corrents a abraçar-los i s'oblida de la baldufa que segueix girant fins que sembla que comença a trontollar i just en aquell moment, la pel·lícula acaba. Això deixa en dubte a l'espectador sobre si Cobb està en un altre somni o és la realitat. A propòsit d'això, existeixen algunes teories sobre el possible final:
- Una possible teoria és que el vertader tòtem de Cobb és el seu anell de bodes. Quan està despert no porta posat l'anell però quan és dins d'un somni, el porta. Això ens du a concloure que el final de la pel·lícula no és un somni. Hi ha diversos factors que abonen aquesta teoria. En primer lloc, ell mai confirma que la baldufa és el seu tòtem, simplement la fa girar. En segon lloc, Arthur (Joseph Gordon-Leviit) assegura que únicament el propietari de cada tòtem el pot fer servir, en el cas contrari aquest tòtem deixa de funcionar. En tercer lloc, si fos el seu tòtem, no hagués deixat que Saito (Ken Watanabe) aguantés la baldufa en l'últim somni. Finalment, es pot veure com Mal (Marion Cotillard) fa servir el seu tòtem quan estan junts de manera que Cobb hauria de tenir un altre tòtem per aquella època. Així es confirmaria que el tòtem de Cobb és el seu anell i conserva la baldufa com un record nostàlgic de la seva esposa Mal.[4]
- La següent teoria sobre el final és que la resposta no està en el tòtem en si. Primerament, en aquesta segona teoria es descarta el fet que el tòtem de Cobb sigui el seu anell de casat, ja que, si no, no tindria sentit que sempre es mirés la baldufa. En aquest cas, es proposa l'opció que Cobb pugui estar alterant el comportament del seu tòtem. Si la baldufa de Cobb contradiu la regla de l'univers, és possible que aquest hagi trobat una manera millor de saber si està en la realitat. I si Cobb pot manipular el que hi ha al seu voltant per saber que es troba en un somni? Quan una persona és conscient que està somiant, pot alterar els objectes i el seu voltant al seu gust. Segons aquesta teoria, Cobb comprova que està en un somni alterant el funcionament del seu tòtem i per això sempre el mira tant fixament. Si cau mentres el segueix mirant, es troba en la realitat. Si segueix girant, és un somni. En resum, en l'escena final ja no es preocupa de vigilar la baldufa per si cau o no, ja que no es preocupa per si està en la realitat o en un somni perquè simplement és feliç en l'univers en què es troba.

A propòsit d'això, el director Christopher Nolan assegura que el concepte de realitat en la pel·lícula és completament subjectiu. Tal com recull The Guardian, això és el que Nolan diu en una cerimònia en la Universitat de Princeton: "El personatge de Leonardo DiCaprio, Cobb, estava amb els seus fills, estava en la seva pròpia realitat subjectiva. Ja no es preocupava i això diu quelcom: potser, tots els nivells de realitat són vàlids".

## Cinematografia
La pel·lícula es va rodar principalment en format anamórfic en pel·lícula de 35 mm, amb seqüències claus filmades en 65 mm i seqüències aèries a VistaVision. Nolan no va rodar cap metratge amb càmeres IMAX tal com tenia amb The Dark Knight. "No sentíem que podríem filmar en IMAX a causa de la mida de les càmeres, ja que aquesta pel·lícula abraça una àrea potencialment surrealista, la naturalesa dels somnis, etc., volia que fos el més realista possible i no estar obligat a l'escala d'aquestes càmeres IMAX, tot i que a mi m'encanta el format ".A més, Nolan i Pfister van provar utilitzant Showscan i Super Dimension 70 com a sistemes de càmeres de gran ritme de fotograma i de gran format per utilitzar a la pel·lícula, però finalment van decidir per qualsevol dels dos formats. Es van filmar seqüències en càmera lenta en una càmera Photo-Sonics de 35 mm a velocitats de fins a 1000 fotogrames per segon. Wally Pfister va provar de rodar algunes d'aquestes seqüències mitjançant una càmera digital d'alta velocitat, però va trobar el format massa poc fiable a causa dels fallos tècnics. "De les sis vegades que vam rodar en el format digital, només teníem una peça que podíem utilitzar i no va acabar a la pel·lícula. De les sis vegades que vam rodar amb la càmera Photo-Sonics i de 35 mm que hi circulava, cada una d'elles apareixia a la pel·lícula ". Nolan també va optar per no rodar cap part de la pel·lícula en 3D, ja que prefereix rodar amb lents principals, cosa que no és possible amb càmeres 3D. Nolan també ha criticat la tènue imatge que produeix la projecció 3D i ha disputat que la pel·lícula tradicional no permet la percepció de profunditat realista, dient que "crec que és un error anomenar-la 3D versus 2D. L'objectiu principal de les imatges cinematogràfiques és que és tridimensional... Sabeu que el 95% de les nostres pistes de profunditat provenen d'occlusió, resolució, color, per la qual cosa la idea de denominar una pel·lícula 2D com a "pel·lícula 2D" és una mica enganyosa." Nolan va provar de convertir Inception en 3D a postproducció, però va decidir que, mentre era possible, li mancava el temps per completar la conversió a un estàndard amb el qual ja estava feliç. Al febrer de 2011, Jonathan Liebesman va suggerir que Warner Bros intentés una conversió 3D per a llançament de Blu-ray.

## Efectes visuals
Per a les seqüències de somnis a Inception, Nolan va utilitzar poques imatges generades per ordinador, preferint efectes pràctics sempre que fos possible. Nolan va dir: "És sempre molt important per a mi fer el màxim a càmera i, si és necessari, els gràfics informàtics són molt útils per crear o millorar el que hem aconseguit físicament". Per a això, el supervisor d'efectes visuals, Paul Franklin, va construir una miniatura del conjunt de la fortalesa de la muntanya i després la va esclatar per la pel·lícula. Per a l'escena de lluita que té lloc en gravetat zero, va utilitzar efectes basats en CG per "doblegar subtilment elements com la física, l'espai i el temps".
L'efecte més desafiant va ser el nivell de ciutat “limbo” al final de la pel·lícula perquè s'anava desenvolupant contínuament durant la producció. Franklin va fer que els artistes construïssin conceptes mentre que Nolan donava la seva visió ideal: "Alguna cosa glacial, amb una arquitectura modernista clara, però amb trossos que es trenquen al mar com a icebergs". Franklin i el seu equip van acabar amb "alguna cosa que semblava una versió d'iceberg de Gotham City amb aigua que circulava". Van crear un model bàsic de glacera i, després, els dissenyadors van crear un programa que va afegir elements com carreteres, interseccions i barrancs fins a tenir un paisatge urbà complex, però d'aspecte orgànic. Per a la seqüència plegable de París, Franklin va tenir artistes que van produir esbossos conceptuals i, després, van crear animacions informàtiques aproximades per donar-los una idea del que semblava la seqüència mentre estava en moviment. Més tard durant la fotografia principal, Nolan va poder dirigir Leonardo DiCaprio i Elliot Page. a partir d'aquesta animació informàtica aproximada que Franklin havia creat. Inception va ser rodada amb quasi 500 efectes visuals (en comparació, Batman Begins tenia aproximadament 620), que són relativament pocs en comparació amb pel·lícules amb molts efectes contemporanis que poden en arribar a tenir fins a 2.000.

## Música
La partitura de Inception va ser escrita per Hans Zimmer, que va descriure el seu treball com "una partitura molt electrònica, densa", plena de "nostàlgia i tristesa" per igualar els sentiments de Cobb al llarg de la pel·lícula. La música es va escriure simultàniament amb el rodatge, i presenta un so de guitarra que recorda a Ennio Morricone, interpretat per Johnny Marr, ex guitarrista de The Smiths. La cançó "Non, je ne regrette rien" d'Édith Piaf ("No, no lamento res") apareix al llarg de la pel·lícula, utilitzat per cronometrar amb precisió els somnis, i Zimmer va reelaborar peces de la cançó per donar senyals a la partitura. Reprise Records va llançar un àlbum de banda sonora l'11 de juliol de 2010. La majoria de la partitura també es va incloure en el 5.1 surround sound d'alta resolució del segon disc del llançament de Blu-ray. La música de Hans Zimmer va ser nominada a l'Oscar a la millor banda sonora el 2011.

## Temes
El tema principal de la pel·lícula és la confusió entre somni i realitat, de tal manera que els protagonistes no saben on viuen. S'ha detectat la influència de Matrix en aquest plantejament, igual que en algunes escenes de lluita sense gravetat, on els moviments dels personatges recorden els rodats a càmera lenta. Una altra influència bàsica són els videojocs, de fet el disseny de l'espai físic respon al concepte de nivells dels jocs, amb enemics (les projeccions) que impedeixen l'avançament. La ides es defineix com un virus que es reprodueix, recollint el concepte sociològic de mem.
La segona línia temàtica rellevant és la relació a la ment entre l'inconscient i la consciència, seguint les idees de Freud que afirmaven que el primer era molt més potent i que guardava sentiments ocults, especialment els negatius, com la culpa que sent el protagonista. Ell va rebre el seu càstig per sobrepassar els seus límits i influir a la ment de la seva estimada (el tema de l'hybris clàssica o orgull excessiu). La necessitat de perdó esdevé l'única sortida per a un final feliç. Dins de la ment del segrestat també es desenvolupa un conflicte clàssic de la psicoanàlisi, en aquest cas la relació conflictiva amb el pare mort, per a qui l'hereu era una decepció.
Com a temes menors es troben la creativitat que al somni i la ment va més enllà dels límits socials o físics (com prova la presència d'objectes impossibles, aquí anomenats paradoxes, com l'escala de Penrose) i el paper de les multinacionals, que quan és excessiu controla la vida de les persones (fet que desencadena l'encàrrec de l'origen o introducció de la idea).
És un exemple de ficció en un univers poblat únicament per homes, a excepció del personatge de "la noia", típic de la Principi de la barrufeta.

### Somnis i cinema
Alguns han defensat que la pel·lícula és una metàfora de la realització de cinema i que és la pròpia experiència cinematogràfica, i les imatges que parpellegen davant dels ulls en una habitació enfosquida, s'assembla a un somni. Jonah Lehrer, va donar suport a aquesta interpretació i va presentar evidències neurològiques que l'activitat cerebral és sorprenentment semblant durant la observació de pel·lícules i el son. En tots dos, l'escorça visual és molt activa i l'escorça prefrontal, que tracta de la lògica,de l'anàlisi deliberada i la consciència de si mateix, és silenciosa. Paul va argumentar que l'experiència d'anar a una sala de quadres és un exercici de somni compartit, sobretot quan es veu Inception: el tall de tall entre les escenes de la pel·lícula obliga l'espectador a crear arcs narratius més grans per poder unir les peces. Aquesta demanda de producció paral·lela al consum de les imatges, per part de l'audiència, és anàloga a somiar-se a si mateixa. Com en la història de la pel·lícula, en un cinema s'entra a l'espai del somni d'un altre, en aquest cas el de Nolan, com passa amb qualsevol obra d'art, la lectura de la mateixa es veu finalment influenciada pels propis desitjos subjectius i subconscients. Al pont Bir-Hakeim de París, Ariadne crea una il·lusió de l'infinit afegint miralls enfront dels seus puntals, Stephanie Dreyfus a la Croix va preguntar "No és aquesta una metàfora forta i bella del cinema i el seu poder d'il·lusió?".
Totes les cançons foren compostes per Hans Zimmer.
| 1.            | «Half Remembered Dream»  | 1:12  |
| 2.            | «We Built Our Own World» | 1:55  |
| 3.            | «Dream Is Collapsing»    | 2:28  |
| 4.            | «Radical Notion»         | 3:43  |
| 5.            | «Old Souls»              | 7:44  |
| 6.            | «528491»                 | 2:23  |
| 7.            | «Mombasa»                | 4:54  |
| 8.            | «One Simple Idea»        | 2:28  |
| 9.            | «Dreams Within a Dream»  | 5:04  |
| 10.           | «Waiting for a Train»    | 9:30  |
| 11.           | «Paradox»                | 3:25  |
| 12.           | «Time»                   | 4:35  |
| Durada total: | Durada total:            | 49:13 |

| 13.           | «Projections»                 | 7:04  |
| 14.           | «Don't Think About Elephants» | 5:36  |
| Durada total: | Durada total:                 | 12:39 |

## Producció
L'11 de febrer de 2009 Warner Bros. va anunciar la compra del guió d'Origen, escrit per Christopher Nolan, i la producció començà a Tòquio el 19 de juny del mateix any. El 15 de juliol es va gravar a la biblioteca de la Universitat de Londres; la senyalització de la biblioteca fou canviada perquè simulés una biblioteca francesa; el 17 d'agost es va filmar als voltants del Pont de Bir-Hakeim, un pont que creua el riu Sena a París, i al Marroc el 24 d'agost. Altres localitzacions inclouen Los Angeles, Londres, París, Tànger i Calgary.
El teaser de la pel·lícula va fer-se públic el 21 d'agost en la pel·lícula Maleïts malparits.
Durant el primer cap de setmana d'explotació als Estats Units, la pel·lícula va arribar al capdamunt del box-office amb una recaptació de 60,4 milions de dòlars, segons les xifres provisionals publicades per la societat Exhibitor Relations.

## Recepció
Al lloc web Rotten Tomatoes la pel·lícula, en general, ha estat valorada positivament; l'opinió de 361 crítics li dona una aprovació del 87% i una nota de 8.10 sobre 10. El consens crític diu: "Intel·ligent, innovadora i emocionant, Origen és aquell blockbuster d'estiu estrany que té tant com èxit instintiu i com intel·lectual". A Metacritic, se li ha donat una nota de 74 sobre 100, basada en 42 crítiques.

## Premis i nominacions
La pel·lícula va tenir un gran èxit, tant entre el públic com entre la crítica. Diversos són els premis que se li van donar entre els quals destaquen:

### Premis Oscar
| Any  | Categoria                 | Receptor/s                                               | Resultat   | Ref.   |
| ---- | ------------------------- | -------------------------------------------------------- | ---------- | ------ |
| 2010 | Millor pel·lícula         | Millor pel·lícula                                        | Nominada   | [ 17 ] |
| 2010 | Millor guió original      | Christopher Nolan                                        | Nominat    | [ 17 ] |
| 2010 | Millor fotografia         | Wally Pfister                                            | Guanyador  | [ 17 ] |
| 2010 | Millor direcció artística | Guy Hendrix Dyas Larry Dias Douglas A. Mowat             | Nominats   | [ 17 ] |
| 2010 | Millor banda sonora       | Hans Zimmer                                              | Nominat    | [ 17 ] |
| 2010 | Millor so                 | Lora Hirschberg Gary A. Rizzo Ed Novick                  | Guanyadors | [ 17 ] |
| 2010 | Millor edició de so       | Richard King                                             | Guanyador  | [ 17 ] |
| 2010 | Millors efectes visuals   | Chris Corbould Andrew Lockley Pete Bebb Paul J. Franklin | Guanyadors | [ 17 ] |

### Premis Globus d'Or
| Any  | Categoria                    | Receptor/s                  | Resultat | Ref.   |
| ---- | ---------------------------- | --------------------------- | -------- | ------ |
| 2011 | Millor pel·lícula dramàtica  | Millor pel·lícula dramàtica | Nominada | [ 18 ] |
| 2011 | Millor director              | Christopher Nolan           | Nominat  | [ 18 ] |
| 2011 | Millor guió                  | Christopher Nolan           | Nominat  | [ 18 ] |
| 2011 | Millor banda sonora original | Hans Zimmer                 | Nominat  | [ 18 ] |

### Premis BAFTA
| Any  | Categoria                   | Receptor/s                                             | Resultat   | Ref.   |
| ---- | --------------------------- | ------------------------------------------------------ | ---------- | ------ |
| 2010 | Millor pel·lícula           | Millor pel·lícula                                      | Nominada   | [ 19 ] |
| 2010 | Millor director             | Christopher Nolan                                      | Nominat    | [ 19 ] |
| 2010 | Millor guió original        | Christopher Nolan                                      | Nominat    | [ 19 ] |
| 2010 | Millor fotografia           | Wally Pfister                                          | Nominat    | [ 19 ] |
| 2010 | Millor muntatge             | Lee Smith                                              | Nominat    | [ 19 ] |
| 2010 | Millor disseny de producció | Guy Hendrix Dyas Larry Dias Doug Mowat                 | Guanyadors | [ 19 ] |
| 2010 | Millor so                   | Richard King Lora Hirschberg Gary A. Rizzo Ed Novick   | Guanyadors | [ 19 ] |
| 2010 | Millor música               | Hans Zimmer                                            | Nominat    | [ 19 ] |
| 2010 | Millors efectes visuals     | Chris Corbould Paul Franklin Andrew Lockley Peter Bebb | Guanyadors | [ 19 ] |

### Premis Grammy
| Any  | Categoria                                                                      | Receptor/s  | Resultat | Ref.   |
| ---- | ------------------------------------------------------------------------------ | ----------- | -------- | ------ |
| 2010 | Millor àlbum de banda sonora per pel·lícula, televisió o un altre mitjà visual | Hans Zimmer | Nominat  | [ 20 ] |

### Premis Saturn
| Any  | Categoria                           | Receptor/s                                                    | Resultat   | Ref.   |
| ---- | ----------------------------------- | ------------------------------------------------------------- | ---------- | ------ |
| 2010 | Millor pel·lícula de ciència-ficció | Millor pel·lícula de ciència-ficció                           | Guanyadora | [ 21 ] |
| 2010 | Millor actor                        | Leonardo DiCaprio                                             | Nominat    | [ 21 ] |
| 2010 | Millor actriu                       | Elliot Page                                                   | Nominada   | [ 21 ] |
| 2010 | Millor actor scundari               | Tom Hardy                                                     | Nominat    | [ 21 ] |
| 2010 | Millor director                     | Christopher Nolan                                             | Guanyador  | [ 21 ] |
| 2010 | Millor guió                         | Christopher Nolan                                             | Guanyador  | [ 21 ] |
| 2010 | Millor banda sonora                 | Hans Zimmer                                                   | Guanyador  | [ 21 ] |
| 2010 | Millor disseny de producció         | Guy Hendrix                                                   | Nominat    | [ 21 ] |
| 2010 | Millors efectes especials           | Paul Franklin, Chris Corbould, Andrew Lockley, and Peter Bebb | Guanyadors | [ 21 ] |

### Nominacions
- César a la millor pel·lícula estrangera

## Curiositats
James Franco va renunciar al paper d'Arthur per problemes d'agenda.